# Ahkiolahtikanal

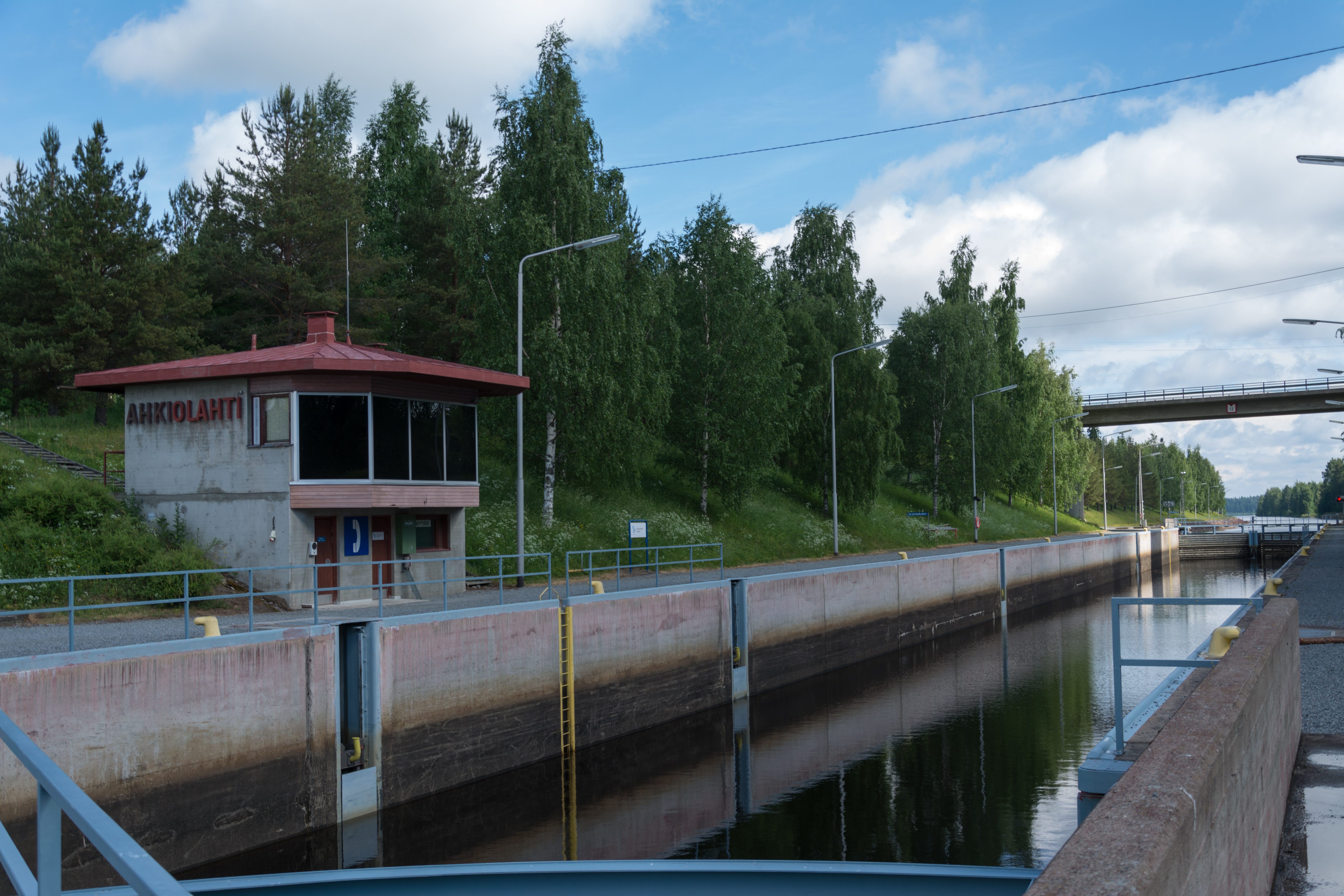
Ahkiolahden kanava

Der Akiolahtikanal (finn. Ahkiolahden kanava) ist ein Schleusenkanal in der Gemeinde Kuopio in Finnland, der vom Merenkulkulaitos betrieben wird. Er wurde vor allem für das Flößen von Holz gebaut. Er befindet sich am Rande der Iisalmilinie des Vuoksi-Einzugsgebiets. Der Kanal verbindet den Maaninkajärvi mit dem Onkivesi. Der Wasserstandsunterschied der beiden Seen beträgt zwischen 3,1 und 3,5 m. 
Der alte Ahkiolahtikanal wurde 1866–1868 und 1872–1874 gebaut. Mit seiner Fertigstellung ersetzte er den kleinen Viannakanal. Der alte Ahkiolahtikanal ist heutzutage eine Sehenswürdigkeit.
Der erste Ahkiolahtikanal war einschleusig und wurde für den Verkehr im Mai 1874 eröffnet, was den Dampfschiffverkehr von Kuopio nach Iisalmi ermöglichte. Nachdem man den Ahkiolahtikanal schon 1884–1885 zweischleusig erweitert hatte, wurde er bereits 1916 wieder einschleusig gemacht. Die 1,6 Kilometer wurden in den 1930er-Jahren gegraben.
Der heute in Betrieb befindliche Kanal wurde teilweise 1981–1983 gebaut. Hauptzweck des Bauwerks ist das Flößen von Holz. Die Schleuse ist aus Beton und mit Sektortoren und elektrischen Bedienungsgeräten ausgerüstet. Die Gesamtlänge der Schleuse beträgt 240 m, die Nutzlänge 165 m und die Nutzbreite 16 m. Die erlaubten Maße für Schiffe sind 160,0 m Länge, 11,8 m Breite, 2,4 m Tiefe und 12 m Höhe.